# Keleşevleri, Çüngüş
Keleşevleri là một xã thuộc huyện Çüngüş, tỉnh Diyarbakır, Thổ Nhĩ Kỳ. Dân số thời điểm năm 2008 là 242 người.